# Odontosyllis longigulata
Odontosyllis longigulata är en ringmaskart som beskrevs av Thomas H. Perkins 1981. Odontosyllis longigulata ingår i släktet Odontosyllis och familjen Syllidae. Inga underarter finns listade i Catalogue of Life.